# Ciriaco Sforza
Ciriaco Sforza (Wohlen, 2 marzo 1970) è un allenatore di calcio, dirigente sportivo ed ex calciatore svizzero, di ruolo centrocampista, tecnico dello Sciaffusa.

## Carriera

### Giocatore

#### Club
Ha iniziato la sua carriera professionistica nell'Aarau, prima di trasferirsi al Grasshoppers. Firma poi per il Kaiserslautern, in Germania. Il centrocampista viene poi acquistato in comproprietà dal Bayern Monaco, a cui viene girato in prestito per una stagione, per approdare l'anno successivo all'Inter, in Serie A, in cambio di 6 miliardi di lire.
L'esperienza a Milano, nonostante la fiducia accordatagli dall'allenatore Roy Hodgson, non è però positiva, anche in virtù di una difficile coesistenza tattica con il pari ruolo Paul Ince. Lascia l'Inter dopo una stagione, conclusa con 36 presenze e 4 reti, di cui 1 in campionato e 3 in Coppa Uefa.
Torna quindi in Germania, dove giocherà ancora per il Kaiserslautern ed il Bayern Monaco, prima di ritirarsi nel 2006.

#### Nazionale
Vanta 79 presenze e 7 reti con la Svizzera, con cui ha disputato un Mondiale (1994) e un Europeo (1996), oltre a esserne stato capitano dal 1996 al 2000.

### Allenatore
Ritiratosi, diventa l'allenatore del Lucerna, e nel 2009 firma per la panchina della squadra zurighese del Grasshoppers, sulla quale si siede per l'ultima volta il 14 aprile 2012 a Berna contro lo Young Boys. Il 3 gennaio 2014 accetta il posto di team manager propostogli dal Wohlen, club in cui ha militato nelle giovanili. Il 16 febbraio sostituisce l'esonerato David Sesa.
Il 21 giugno 2015 diventa allenatore del Thun. Il 30 settembre dopo appena 10 partite con la squadra al penultimo posto con 7 punti si separano di comune accordo.
Il 26 agosto 2020 diventa il nuovo allenatore del Basilea.  Il 1 Luglio 2024 diventa allenatore dello Scaffhausen

## Nella cultura di massa
Sforza è ricordato in Italia per essere stato citato in una scena di Tre uomini e una gamba, film del trio comico Aldo, Giovanni e Giacomo, nella quale Aldo presta a Giacomo una maglia del calciatore svizzero da usare come pigiama, acquistata perché "quella di Ronaldo era finita".

## Statistiche

### Presenze e reti nei club
Statistiche aggiornate al 21 marzo 2017.
| Stagione              | Squadra               | Campionato            | Campionato | Campionato | Coppe nazionali | Coppe nazionali | Coppe nazionali | Coppe continentali | Coppe continentali | Coppe continentali | Altre coppe | Altre coppe | Altre coppe | Totale | Totale |
| Stagione              | Squadra               | Comp                  | Pres       | Reti       | Comp            | Pres            | Reti            | Comp               | Pres               | Reti               | Comp        | Pres        | Reti        | Pres   | Reti   |
| --------------------- | --------------------- | --------------------- | ---------- | ---------- | --------------- | --------------- | --------------- | ------------------ | ------------------ | ------------------ | ----------- | ----------- | ----------- | ------ | ------ |
| 1993-1994             | Kaiserslautern        | BL                    | 29         | 8          | CG              | 5               | 1               | -                  | -                  | -                  | -           | -           | -           | 34     | 9      |
| 1994-1995             | Kaiserslautern        | BL                    | 32         | 7          | CG              | 4               | 0               | CU                 | 4                  | 1                  | -           | -           | -           | 40     | 8      |
| 1995-1996             | Bayern Monaco         | BL                    | 30         | 2          | CG              | 2               | 0               | CU                 | 12                 | 0                  | -           | -           | -           | 44     | 2      |
| 1996-1997             | Inter                 | A                     | 26         | 1          | CI              | 3               | 0               | CU                 | 11                 | 3                  | -           | -           | -           | 40     | 4      |
| 1997-1998             | Kaiserslautern        | BL                    | 32         | 3          | CG              | 2               | 1               | -                  | -                  | -                  | -           | -           | -           | 34     | 4      |
| 1998-1999             | Kaiserslautern        | BL                    | 32         | 0          | CG              | 0               | 0               | UCL                | 7                  | 0                  | -           | -           | -           | 39     | 0      |
| 1999-2000             | Kaiserslautern        | BL                    | 27         | 1          | CG              | 0               | 0               | CU                 | 5                  | 0                  | SG          | 1           | 0           | 33     | 1      |
| 2000-2001             | Bayern Monaco         | BL                    | 20         | 0          | CG              | 2               | 0               | UCL                | 9                  | 0                  | SG          | 2           | 0           | 33     | 0      |
| 2001-2002             | Bayern Monaco         | BL                    | 16         | 1          | CG              | 1               | 0               | UCL                | 5                  | 0                  | SG+SU+CInt  | 1+1+1       | 0+0+0       | 24     | 1      |
| Totale Bayern Monaco  | Totale Bayern Monaco  | Totale Bayern Monaco  | 66         | 3          |                 | 5               | 0               |                    | 26                 | 0                  |             | 5           | 0           | 102    | 3      |
| 2002-2003             | Kaiserslautern        | BL                    | 23         | 1          | CG              | 4               | 0               | -                  | -                  | -                  | -           | -           | -           | 27     | 1      |
| 2003-2004             | Kaiserslautern        | BL                    | 0          | 0          | CG              | -               | -               | CU                 | -                  | -                  | -           | -           | -           | 0      | 0      |
| 2004-2005             | Kaiserslautern        | BL                    | 17         | 0          | CG              | 0               | 0               | -                  | -                  | -                  | -           | -           | -           | 17     | 0      |
| 2005-2006             | Kaiserslautern        | BL                    | 7          | 0          | CG              | -               | -               | -                  | -                  | -                  | -           | -           | -           | 7      | 0      |
| Totale Kaiserslautern | Totale Kaiserslautern | Totale Kaiserslautern | 199        | 20         |                 | 15              | 2               |                    | 16                 | 1                  |             | 1           | 0           | 231    | 23     |
| Totale carriera       | Totale carriera       | Totale carriera       | 291        | 24         |                 | 23              | 2               |                    | 53                 | 4                  |             | 6           | 0           | 373    | 30     |

### Cronologia presenze e reti in nazionale
| Cronologia completa delle presenze e delle reti in nazionale ― Svizzera | Cronologia completa delle presenze e delle reti in nazionale ― Svizzera | Cronologia completa delle presenze e delle reti in nazionale ― Svizzera | Cronologia completa delle presenze e delle reti in nazionale ― Svizzera | Cronologia completa delle presenze e delle reti in nazionale ― Svizzera | Cronologia completa delle presenze e delle reti in nazionale ― Svizzera | Cronologia completa delle presenze e delle reti in nazionale ― Svizzera | Cronologia completa delle presenze e delle reti in nazionale ― Svizzera |
| Data                                                                    | Città                                                                   | In casa                                                                 | Risultato                                                               | Ospiti                                                                  | Competizione                                                            | Reti                                                                    | Note                                                                    |
| ----------------------------------------------------------------------- | ----------------------------------------------------------------------- | ----------------------------------------------------------------------- | ----------------------------------------------------------------------- | ----------------------------------------------------------------------- | ----------------------------------------------------------------------- | ----------------------------------------------------------------------- | ----------------------------------------------------------------------- |
| 21-8-1991                                                               | Praga                                                                   | Cecoslovacchia                                                          | 1 – 1                                                                   | Svizzera                                                                | Amichevole                                                              | -                                                                       |                                                                         |
| 11-9-1991                                                               | Berna                                                                   | Svizzera                                                                | 2 – 2                                                                   | Scozia                                                                  | Qual. Euro 1992                                                         | -                                                                       |                                                                         |
| 9-10-1991                                                               | Lucerna                                                                 | Svizzera                                                                | 3 – 1                                                                   | Svezia                                                                  | Amichevole                                                              | -                                                                       |                                                                         |
| 13-11-1991                                                              | Bucarest                                                                | Romania                                                                 | 1 – 0                                                                   | Svizzera                                                                | Qual. Euro 1992                                                         | -                                                                       |                                                                         |
| 26-1-1992                                                               | Dubai                                                                   | Emirati Arabi Uniti                                                     | 0 – 2                                                                   | Svizzera                                                                | Amichevole                                                              | -                                                                       | 43’ 87’                                                                 |
| 27-5-1992                                                               | Losanna                                                                 | Svizzera                                                                | 2 – 1                                                                   | Francia                                                                 | Amichevole                                                              | -                                                                       | 75’                                                                     |
| 16-8-1992                                                               | Tallinn                                                                 | Estonia                                                                 | 0 – 6                                                                   | Svizzera                                                                | Qual. Mondiali 1994                                                     | 1                                                                       | 23’                                                                     |
| 9-9-1992                                                                | Berna                                                                   | Svizzera                                                                | 3 – 1                                                                   | Scozia                                                                  | Qual. Mondiali 1994                                                     | -                                                                       |                                                                         |
| 14-10-1992                                                              | Cagliari                                                                | Italia                                                                  | 2 – 2                                                                   | Svizzera                                                                | Qual. Mondiali 1994                                                     | -                                                                       |                                                                         |
| 18-11-1992                                                              | Berna                                                                   | Svizzera                                                                | 3 – 0                                                                   | Malta                                                                   | Qual. Mondiali 1994                                                     | 1                                                                       |                                                                         |
| 23-1-1993                                                               | Hong Kong                                                               | Svizzera                                                                | 1 – 1 dts (4 – 3 dtr)                                                   | Giappone B                                                              | Lunar New Year Cup 1993 - Semifinale                                    | -                                                                       |                                                                         |
| 26-1-1993                                                               | Hong Kong                                                               | Hong Kong League XI                                                     | 2 – 3                                                                   | Svizzera                                                                | Lunar New Year Cup 1993 - Finale                                        | 1                                                                       |                                                                         |
| 17-3-1993                                                               | Tunisi                                                                  | Tunisia                                                                 | 0 – 1                                                                   | Svizzera                                                                | Amichevole                                                              | -                                                                       |                                                                         |
| 31-3-1993                                                               | Zurigo                                                                  | Svizzera                                                                | 1 – 1                                                                   | Portogallo                                                              | Qual. Mondiali 1994                                                     | -                                                                       |                                                                         |
| 17-4-1993                                                               | Ta' Qali                                                                | Malta                                                                   | 0 – 2                                                                   | Svizzera                                                                | Qual. Mondiali 1994                                                     | -                                                                       |                                                                         |
| 1-5-1993                                                                | Berna                                                                   | Svizzera                                                                | 1 – 0                                                                   | Italia                                                                  | Qual. Mondiali 1994                                                     | -                                                                       |                                                                         |
| 11-8-1993                                                               | Borås                                                                   | Svezia                                                                  | 1 – 2                                                                   | Svizzera                                                                | Amichevole                                                              | -                                                                       |                                                                         |
| 8-9-1993                                                                | Aberdeen                                                                | Scozia                                                                  | 1 – 0                                                                   | Svizzera                                                                | Qual. Mondiali 1994                                                     | -                                                                       |                                                                         |
| 13-10-1993                                                              | Porto                                                                   | Portogallo                                                              | 1 – 0                                                                   | Svizzera                                                                | Qual. Mondiali 1994                                                     | -                                                                       |                                                                         |
| 9-3-1994                                                                | Budapest                                                                | Ungheria                                                                | 1 – 2                                                                   | Svizzera                                                                | Amichevole                                                              | 1                                                                       | 46’                                                                     |
| 20-4-1994                                                               | Zurigo                                                                  | Svizzera                                                                | 3 – 0                                                                   | Rep. Ceca                                                               | Amichevole                                                              | -                                                                       | 46’                                                                     |
| 27-5-1994                                                               | Basilea                                                                 | Svizzera                                                                | 2 – 0                                                                   | Liechtenstein                                                           | Amichevole                                                              | -                                                                       |                                                                         |
| 3-6-1994                                                                | Roma                                                                    | Italia                                                                  | 1 – 0                                                                   | Svizzera                                                                | Amichevole                                                              | -                                                                       |                                                                         |
| 11-6-1994                                                               | Montréal                                                                | Bolivia                                                                 | 0 – 0                                                                   | Svizzera                                                                | Amichevole                                                              | -                                                                       | 77’                                                                     |
| 18-6-1994                                                               | Pontiac                                                                 | Stati Uniti                                                             | 1 – 1                                                                   | Svizzera                                                                | Mondiali 1994 - 1º turno                                                | -                                                                       | 77’                                                                     |
| 22-6-1994                                                               | Detroit                                                                 | Romania                                                                 | 1 – 4                                                                   | Svizzera                                                                | Mondiali 1994 - 1º turno                                                | -                                                                       |                                                                         |
| 26-6-1994                                                               | Stanford                                                                | Svizzera                                                                | 0 – 2                                                                   | Colombia                                                                | Mondiali 1994 - 1º turno                                                | -                                                                       |                                                                         |
| 2-7-1994                                                                | Washington                                                              | Spagna                                                                  | 3 – 0                                                                   | Svizzera                                                                | Mondiali 1994 - Ottavi di finale                                        | -                                                                       |                                                                         |
| 12-10-1994                                                              | Berna                                                                   | Svizzera                                                                | 4 – 2                                                                   | Svezia                                                                  | Qual. Euro 1996                                                         | 1                                                                       |                                                                         |
| 16-11-1994                                                              | Losanna                                                                 | Svizzera                                                                | 1 – 0                                                                   | Islanda                                                                 | Qual. Euro 1996                                                         | -                                                                       |                                                                         |
| 14-12-1994                                                              | Istanbul                                                                | Turchia                                                                 | 1 – 2                                                                   | Svizzera                                                                | Qual. Euro 1996                                                         | -                                                                       |                                                                         |
| 29-3-1995                                                               | Budapest                                                                | Ungheria                                                                | 2 – 2                                                                   | Svizzera                                                                | Qual. Euro 1996                                                         | -                                                                       |                                                                         |
| 26-4-1995                                                               | Istanbul                                                                | Svizzera                                                                | 1 – 2                                                                   | Turchia                                                                 | Qual. Euro 1996                                                         | -                                                                       |                                                                         |
| 19-6-1995                                                               | Losanna                                                                 | Svizzera                                                                | 0 – 1                                                                   | Italia                                                                  | Torneo del Centenario della Federazione Svizzera                        | -                                                                       |                                                                         |
| 23-6-1995                                                               | Berna                                                                   | Svizzera                                                                | 1 – 2                                                                   | Germania                                                                | Torneo del Centenario della Federazione Svizzera                        | -                                                                       | cap.                                                                    |
| 16-8-1995                                                               | Reykjavík                                                               | Islanda                                                                 | 0 – 2                                                                   | Svizzera                                                                | Qual. Euro 1996                                                         | -                                                                       |                                                                         |
| 6-9-1995                                                                | Göteborg                                                                | Svezia                                                                  | 0 – 0                                                                   | Svizzera                                                                | Qual. Euro 1996                                                         | -                                                                       |                                                                         |
| 11-10-1995                                                              | Zurigo                                                                  | Svizzera                                                                | 3 – 0                                                                   | Ungheria                                                                | Qual. Euro 1996                                                         | 1                                                                       | 57’                                                                     |
| 15-11-1995                                                              | Londra                                                                  | Inghilterra                                                             | 3 – 1                                                                   | Svizzera                                                                | Amichevole                                                              | -                                                                       |                                                                         |
| 13-3-1996                                                               | Lussemburgo                                                             | Lussemburgo                                                             | 1 – 1                                                                   | Svizzera                                                                | Amichevole                                                              | -                                                                       | cap.                                                                    |
| 24-4-1996                                                               | Lugano                                                                  | Svizzera                                                                | 2 – 0                                                                   | Galles                                                                  | Amichevole                                                              | -                                                                       | cap.                                                                    |
| 1-6-1996                                                                | Basilea                                                                 | Svizzera                                                                | 1 – 2                                                                   | Rep. Ceca                                                               | Amichevole                                                              | -                                                                       |                                                                         |
| 8-6-1996                                                                | Londra                                                                  | Inghilterra                                                             | 1 – 1                                                                   | Svizzera                                                                | Euro 1996 - 1º turno                                                    | -                                                                       |                                                                         |
| 13-6-1996                                                               | Birmingham                                                              | Svizzera                                                                | 0 – 2                                                                   | Paesi Bassi                                                             | Euro 1996 - 1º turno                                                    | -                                                                       | cap.                                                                    |
| 18-6-1996                                                               | Birmingham                                                              | Svizzera                                                                | 0 – 1                                                                   | Scozia                                                                  | Euro 1996 - 1º turno                                                    | -                                                                       | cap.                                                                    |
| 31-8-1996                                                               | Baku                                                                    | Azerbaigian                                                             | 1 – 0                                                                   | Svizzera                                                                | Qual. Mondiali 1998                                                     | -                                                                       | cap.                                                                    |
| 6-10-1996                                                               | Helsinki                                                                | Finlandia                                                               | 2 – 3                                                                   | Svizzera                                                                | Qual. Mondiali 1998                                                     | 1                                                                       | cap.                                                                    |
| 10-11-1996                                                              | Berna                                                                   | Svizzera                                                                | 0 – 1                                                                   | Norvegia                                                                | Qual. Mondiali 1998                                                     | -                                                                       | cap. 27’                                                                |
| 2-4-1997                                                                | Lucerna                                                                 | Svizzera                                                                | 1 – 0                                                                   | Lettonia                                                                | Amichevole                                                              | -                                                                       | cap.                                                                    |
| 30-4-1997                                                               | Zurigo                                                                  | Svizzera                                                                | 1 – 0                                                                   | Ungheria                                                                | Qual. Mondiali 1998                                                     | -                                                                       | cap.                                                                    |
| 6-8-1997                                                                | Bratislava                                                              | Slovacchia                                                              | 1 – 0                                                                   | Svizzera                                                                | Amichevole                                                              | -                                                                       | cap.                                                                    |
| 20-8-1997                                                               | Budapest                                                                | Ungheria                                                                | 1 – 1                                                                   | Svizzera                                                                | Qual. Mondiali 1998                                                     | -                                                                       | cap. 60’                                                                |
| 10-9-1997                                                               | Oslo                                                                    | Norvegia                                                                | 5 – 0                                                                   | Svizzera                                                                | Qual. Mondiali 1998                                                     | -                                                                       | cap.                                                                    |
| 25-3-1998                                                               | Berna                                                                   | Svizzera                                                                | 1 – 1                                                                   | Inghilterra                                                             | Amichevole                                                              | -                                                                       | cap.                                                                    |
| 10-10-1998                                                              | Udine                                                                   | Italia                                                                  | 2 – 0                                                                   | Svizzera                                                                | Qual. Euro 2000                                                         | -                                                                       | cap.                                                                    |
| 14-10-1998                                                              | Zurigo                                                                  | Svizzera                                                                | 1 – 1                                                                   | Danimarca                                                               | Qual. Euro 2000                                                         | -                                                                       | cap. 36’                                                                |
| 18-11-1998                                                              | Budapest                                                                | Ungheria                                                                | 2 – 0                                                                   | Svizzera                                                                | Amichevole                                                              | -                                                                       | cap. 46’                                                                |
| 6-2-1999                                                                | Mascate                                                                 | Slovenia                                                                | 0 – 2                                                                   | Svizzera                                                                | Amichevole                                                              | -                                                                       | cap. 56’                                                                |
| 10-2-1999                                                               | Mascate                                                                 | Oman                                                                    | 1 – 2                                                                   | Svizzera                                                                | Amichevole                                                              | -                                                                       | cap.                                                                    |
| 10-3-1999                                                               | San Gallo                                                               | Svizzera                                                                | 2 – 4                                                                   | Austria                                                                 | Amichevole                                                              | -                                                                       | cap.                                                                    |
| 27-3-1999                                                               | Minsk                                                                   | Bielorussia                                                             | 0 – 1                                                                   | Svizzera                                                                | Qual. Euro 2000                                                         | -                                                                       | cap.                                                                    |
| 31-3-1999                                                               | Zurigo                                                                  | Svizzera                                                                | 2 – 0                                                                   | Galles                                                                  | Qual. Euro 2000                                                         | -                                                                       | cap.                                                                    |
| 28-4-1999                                                               | Amarousio                                                               | Grecia                                                                  | 1 – 1                                                                   | Svizzera                                                                | Amichevole                                                              | -                                                                       | cap.                                                                    |
| 9-6-1999                                                                | Losanna                                                                 | Svizzera                                                                | 0 – 0                                                                   | Italia                                                                  | Qual. Euro 2000                                                         | -                                                                       | cap.                                                                    |
| 18-8-1999                                                               | Drnovice                                                                | Rep. Ceca                                                               | 3 – 0                                                                   | Svizzera                                                                | Amichevole                                                              | -                                                                       | cap.                                                                    |
| 4-9-1999                                                                | Copenaghen                                                              | Danimarca                                                               | 2 – 1                                                                   | Svizzera                                                                | Qual. Euro 2000                                                         | -                                                                       | cap.                                                                    |
| 8-9-1999                                                                | Losanna                                                                 | Svizzera                                                                | 2 – 0                                                                   | Bielorussia                                                             | Qual. Euro 2000                                                         | -                                                                       | cap.                                                                    |
| 23-2-2000                                                               | Mascate                                                                 | Emirati Arabi Uniti                                                     | 1 – 0                                                                   | Svizzera                                                                | Amichevole                                                              | -                                                                       | cap. 58’                                                                |
| 29-3-2000                                                               | Lugano                                                                  | Svizzera                                                                | 2 – 2                                                                   | Norvegia                                                                | Amichevole                                                              | -                                                                       | cap. 46’                                                                |
| 26-4-2000                                                               | Kaiserslautern                                                          | Germania                                                                | 1 – 1                                                                   | Svizzera                                                                | Amichevole                                                              | -                                                                       | cap.                                                                    |
| 16-8-2000                                                               | San Gallo                                                               | Svizzera                                                                | 2 – 2                                                                   | Grecia                                                                  | Amichevole                                                              | -                                                                       | cap.                                                                    |
| 2-9-2000                                                                | Zurigo                                                                  | Svizzera                                                                | 0 – 1                                                                   | Russia                                                                  | Qual. Mondiali 2002                                                     | -                                                                       | cap. 11’                                                                |
| 7-10-2000                                                               | Zurigo                                                                  | Svizzera                                                                | 5 – 1                                                                   | Fær Øer                                                                 | Qual. Mondiali 2002                                                     | -                                                                       | cap.                                                                    |
| 11-10-2000                                                              | Lubiana                                                                 | Slovenia                                                                | 2 – 2                                                                   | Svizzera                                                                | Qual. Mondiali 2002                                                     | -                                                                       | cap. 46’                                                                |
| 2-6-2001                                                                | Toftir                                                                  | Fær Øer                                                                 | 0 – 1                                                                   | Svizzera                                                                | Qual. Mondiali 2002                                                     | -                                                                       | 68’                                                                     |
| 6-6-2001                                                                | Basilea                                                                 | Svizzera                                                                | 0 – 1                                                                   | Slovenia                                                                | Qual. Mondiali 2002                                                     | -                                                                       | 56’                                                                     |
| 15-8-2001                                                               | Kaiserslautern                                                          | Austria                                                                 | 1 – 2                                                                   | Svizzera                                                                | Amichevole                                                              | -                                                                       | 46’                                                                     |
| 1-9-2001                                                                | Basilea                                                                 | Svizzera                                                                | 1 – 2                                                                   | Jugoslavia                                                              | Qual. Mondiali 2002                                                     | -                                                                       | 72’                                                                     |
| 5-9-2001                                                                | Lussemburgo                                                             | Lussemburgo                                                             | 0 – 3                                                                   | Svizzera                                                                | Qual. Mondiali 2002                                                     | -                                                                       |                                                                         |
| 6-10-2001                                                               | Mosca                                                                   | Russia                                                                  | 4 – 0                                                                   | Svizzera                                                                | Qual. Mondiali 2002                                                     | -                                                                       |                                                                         |
| Totale                                                                  |                                                                         | Presenze                                                                | 80                                                                      |                                                                         | Reti                                                                    | 8                                                                       |                                                                         |

### Statistiche da allenatore
Statistiche aggiornate al 1 ottobre 2024.
| Stagione           | Squadra            | Campionato         | Campionato | Campionato | Campionato | Campionato | Coppe nazionali | Coppe nazionali | Coppe nazionali | Coppe nazionali | Coppe nazionali | Coppe continentali | Coppe continentali | Coppe continentali | Coppe continentali | Coppe continentali | Altre coppe | Altre coppe | Altre coppe | Altre coppe | Altre coppe | Totale | Totale | Totale | Totale | % Vittorie | Piazzamento |
| Stagione           | Squadra            | Comp               | G          | V          | N          | P          | Comp            | G               | V               | N               | P               | Comp               | G                  | V                  | N                  | P                  | Comp        | G           | V           | N           | P           | G      | V      | N      | P      | %          | Piazzamento |
| ------------------ | ------------------ | ------------------ | ---------- | ---------- | ---------- | ---------- | --------------- | --------------- | --------------- | --------------- | --------------- | ------------------ | ------------------ | ------------------ | ------------------ | ------------------ | ----------- | ----------- | ----------- | ----------- | ----------- | ------ | ------ | ------ | ------ | ---------- | ----------- |
| 2006-2007          | Lucerna            | SL                 | 36         | 8          | 9          | 19         | CS              | 6               | 5               | 0               | 1               | -                  | -                  | -                  | -                  | -                  | -           | -           | -           | -           | -           | 42     | 13     | 9      | 20     | 30,95      | 8°          |
| 2007-2008          | Lucerna            | SL                 | 36         | 10         | 14         | 12         | CS              | 3               | 2               | 0               | 1               | -                  | -                  | -                  | -                  | -                  | -           | -           | -           | -           | -           | 39     | 12     | 14     | 13     | 30,77      | 6°          |
| lug.-ago. 2008     | Lucerna            | SL                 | 5          | 0          | 1          | 4          | CS              | 0               | 0               | 0               | 0               | -                  | -                  | -                  | -                  | -                  | -           | -           | -           | -           | -           | 5      | 0      | 1      | 4      | &0,00      | Eson.       |
| Totale Lucerna     | Totale Lucerna     | Totale Lucerna     | 77         | 18         | 24         | 35         |                 | 9               | 7               | 0               | 2               |                    | -                  | -                  | -                  | -                  |             | -           | -           | -           | -           | 86     | 25     | 24     | 37     | 29,07      |             |
| 2009-2010          | Grasshoppers       | SL                 | 36         | 21         | 2          | 13         | CS              | 2               | 1               | 0               | 1               | -                  | -                  | -                  | -                  | -                  | -           | -           | -           | -           | -           | 38     | 22     | 2      | 14     | 57,89      | 3°          |
| 2010-2011          | Grasshoppers       | SL                 | 36         | 10         | 11         | 15         | CS              | 4               | 3               | 0               | 1               | UEL                | 2                  | 1                  | 0                  | 1                  | -           | -           | -           | -           |             | 42     | 14     | 11     | 17     | 33,33      | 7°          |
| 2011-apr. 2012     | Grasshoppers       | SL                 | 29         | 7          | 5          | 17         | CS              | 4               | 2               | 1               | 1               | -                  | -                  | -                  | -                  | -                  | -           | -           | -           | -           |             | 33     | 9      | 6      | 18     | 27,27      | Dimis.      |
| Totale Grasshopper | Totale Grasshopper | Totale Grasshopper | 101        | 38         | 18         | 45         |                 | 10              | 6               | 1               | 3               |                    | 2                  | 1                  | 0                  | 1                  |             | -           | -           | -           | -           | 113    | 45     | 19     | 49     | 39,82      |             |
| feb.-mag. 2014     | Wohlen             | CL                 | 16         | 6          | 4          | 6          | CS              | 0               | 0               | 0               | 0               | -                  | -                  | -                  | -                  | -                  | -           | -           | -           | -           | -           | 16     | 6      | 4      | 6      | 37,50      | Sub., 9°    |
| 2014-15            | Wohlen             | CL                 | 36         | 20         | 4          | 12         | CS              | 3               | 2               | 0               | 1               | -                  | -                  | -                  | -                  | -                  | -           | -           | -           | -           | -           | 39     | 22     | 4      | 13     | 56,41      | 3°          |
| Totale Wohlen      | Totale Wohlen      | Totale Wohlen      | 52         | 26         | 8          | 18         |                 | 3               | 2               | 0               | 1               |                    |                    |                    |                    |                    |             | -           | -           | -           | -           | 55     | 28     | 8      | 19     | 50,91      |             |
| lug.-sett. 2015    | Thun               | SL                 | 10         | 2          | 1          | 7          | CS              | 2               | 2               | 0               | 0               | UEL                | 6                  | 1                  | 4                  | 1                  | -           | -           | -           | -           | -           | 18     | 5      | 5      | 8      | 27,78      | Resc. cons. |
| apr.-mag. 2019     | Wil                | CL                 | 10         | 1          | 4          | 5          | CS              | 0               | 0               | 0               | 0               | -                  | -                  | -                  | -                  | -                  | -           | -           | -           | -           | -           | 10     | 1      | 4      | 5      | 10,00      | Sub., 5°    |
| 2019-2020          | Wil                | CL                 | 36         | 14         | 7          | 15         | CS              | 2               | 1               | 0               | 1               | -                  | -                  | -                  | -                  | -                  | -           | -           | -           | -           |             | 38     | 15     | 7      | 16     | 39,47      | 6°          |
| Totale Wil         | Totale Wil         | Totale Wil         | 46         | 15         | 11         | 20         |                 | 2               | 1               | 0               | 1               |                    |                    |                    |                    |                    |             |             |             |             |             | 48     | 16     | 11     | 21     | 33,33      |             |
| 2020-apr. 2021     | Basilea            | SL                 | 27         | 10         | 6          | 11         | CS              | 1               | 0               | 0               | 1               | UEL                | 3                  | 2                  | 0                  | 1                  | -           | -           | -           | -           | -           | 31     | 12     | 6      | 13     | 38,71      | Eson.       |
| 2024-2025          | Sciaffusa          | CL                 | 24         | 5          | 5          | 14         | CS              | 3               | 2               | 0               | 1               | -                  | -                  | -                  | -                  | -                  | -           | -           | -           | -           | -           | 27     | 7      | 5      | 15     | 25,93      | Eson.       |
| Totale carriera    | Totale carriera    | Totale carriera    | 337        | 114        | 73         | 150        |                 | 30              | 20              | 1               | 9               |                    | 11                 | 4                  | 4                  | 3                  |             |             |             |             |             | 378    | 138    | 78     | 162    | 36,51      |             |

## Palmarès

### Giocatore

#### Club

##### Competizioni nazionali
- Campionato svizzero: 1

Grasshoppers: 1990-1991
- Campionato tedesco: 2

Kaiserslautern: 1997-1998
Bayern Monaco: 2000-2001
- Coppa di Lega tedesca: 1

Bayern Monaco: 2000

##### Competizioni internazionali
- Coppa UEFA: 1

Bayern Monaco: 1995-1996
- UEFA Champions League: 1

Bayern Monaco: 2000-2001
- Coppa Intercontinentale: 1

Bayern Monaco: 2001

#### Individuale
- Calciatore svizzero dell'anno: 1

1993